# Alejandro Agag
Alejandro Agag Longo (Madrid, el 18 de septiembre de 1970) es un empresario y expolítico español del Partido Popular, eurodiputado entre 1999 y 2002, que también llegó a desempeñar el cargo de secretario general del Partido Popular Europeo.

## Biografía
Hijo de un banquero belga de origen argelino Youssef Agag, quien fue uno de los dirigentes del Banque Nationale d'Algérie y de una madre española. Fue estudiante del Colegio Retamar, un centro del Opus Dei ubicado en Pozuelo de Alarcón. Se licenció en Ciencias Económicas y Empresariales por el Colegio Universitario de Estudios Financieros (CUNEF). Durante su época de estudiante, militó en las Nuevas Generaciones del Partido Popular, formación política en la que continuó desarrollando su carrera. Desde 1996 colaboró estrechamente con el entonces Presidente del Gobierno de España, José María Aznar, quien le designó como uno de sus tres ayudantes. Elegido eurodiputado, trasladó su residencia a Bruselas y fue nombrado Secretario General del Partido Popular Europeo entrando en la Comisión de Asuntos Económicos y Monetarios, centrándose principalmente en política antimonopolio. En el año 2000 fue designado secretario general del PPE, reemplazando a su colega Klaus Welle. Además fue dueño del equipo de GP2 Barwa Adaxx, que acabó vendiendo a su amigo Adrián Campos.
El 5 de septiembre de 2002, Alejandro Agag contrajo matrimonio con Ana Aznar Botella, hija de José María Aznar. La boda se celebró en el Monasterio de El Escorial (Madrid) y  acudieron más de un millar de invitados, entre ellos los Reyes de España, los primeros ministros del Reino Unido e Italia, además de otras personalidades políticas y sociales.

## Carrera empresarial
A finales de 2001, Agag hizo pública su decisión de abandonar la política para dedicarse a la actividad empresarial. Desde entonces ha ocupado puestos en entidades como la portuguesa Sociedade Lusa de Negócios. También se le ha relacionado con el mundo de la Fórmula 1, y es conocida su amistad con Flavio Briatore y Bernie Ecclestone. Junto con ellos compró, a finales de 2007, el club de fútbol inglés Queens Park Rangers.
Su carrera empresarial ha sido reconocida por medios españoles como la revista Capital y también por medios internacionales, caso del Financial Times. En 2008 fue elegido "Empresario del año" por la revista GQ.

### Creación de la Fórmula E
En 2012, creó con otros socios Formula E Holdings, del cual es consejero delegado. Después de un período de negociación, la compañía firmó un acuerdo con la Federación Internacional del Automóvil (FIA). para promocionar de forma exclusiva el nuevo campeonato Fórmula E de la FIA, donde participarían vehículos que únicamente utilizan electricidad, La temporada inaugural del Mundial de Fórmula E comenzó en septiembre de 2014 y finalizó en junio de 2015. Convirtiéndose así en la primera competición profesional de vehículos eléctricos. Formula E Holdings, liderada por Alejandro Agag, ha logrado establecer carreras en diez ciudades (Beijing, Putrajaya, Punta del Este, Buenos Aires, Los Ángeles, Miami, Mónaco, Berlín, Moscú y Londres). y ya están todos los equipos confirmados, algunos de ellos provenientes de categorías de primer nivel, como la Fórmula 2. Además ha alcanzado acuerdos tanto con Fox o Canal + Francia como con ITV o Asahi para la emisión televisiva del campeonato, que tuvo como fecha de inicio el 13 de septiembre de 2014 en la capital china, Beijing, que acogió el primer ePrix de esta competición eléctrica que se desarrollará en circuitos urbanos.

## Controversias
Su boda con Ana Aznar, hija del expresidente del Gobierno José María Aznar y de la exalcaldesa de Madrid Ana Botella, recibió ciertas críticas por tener un trato similar a una boda de estado, y en mayo de 2013 fue relacionada su financiación con la trama de corrupción Gürtel, según informaciones publicadas por el diario El País. Con anterioridad al año 2011 la policía incautó documentación en una nave que utilizaba la red corrupta para guardar material diverso. En dicha documentación aparecía una parte de los gastos —32 452 euros destinadas al enlace nupcial—. Francisco Correa, presunto máximo responsable de la trama corrupta, fue uno de los asistentes a la boda. Ana Botella, suegra de Agag, y él mismo, negaron en los medios dicha financiación y anunciaron acciones legales contra el diario por desprestigio, las cuales finalmente nunca llegaron a interponer. Agag reconoció al diario El País que la suma aportada se hizo en concepto de "regalo de boda" y que fue utilizada "exclusivamente" para la iluminación de la fiesta posterior al convite que tuvo lugar en la finca Los Arcos del Real. En el año 2014, en un informe de la UDEF aparecía un regalo de cortesía a Alejandro Agag por valor de 500 € y junto al nombre de Pedro Arriola, se repetía en un archivo de la trama una relación de billetes aéreos y hospedajes a Venezuela en 1998. En abril de 2015, Álvaro Pérez, conocido como "El Bigotes", señaló a Alejandro como la persona que le presentó a Francisco Correa. Alejandro Agag en ningún momento fue llamado a declarar en ninguna causa ni ha sido citado como testigo por ninguna de las partes.
En mayo de 2020, Anonymous publicó una lista de los contactos del pederasta Jeffrey Epstein, donde aparecía el nombre de Agag entre los de otros famosos de la élite internacional (miembros de la realeza, políticos, magnates, empresarios, modelos, actores) pero nunca se le vinculó al llamado caso Lolita Express . 